# Callechelys catostoma
Callechelys catostoma is een straalvinnige vissensoort uit de familie van slangalen (Ophichthidae). De wetenschappelijke naam van de soort is voor het eerst geldig gepubliceerd in 1801 door Schneider & Forster.